# Raymond Carhart

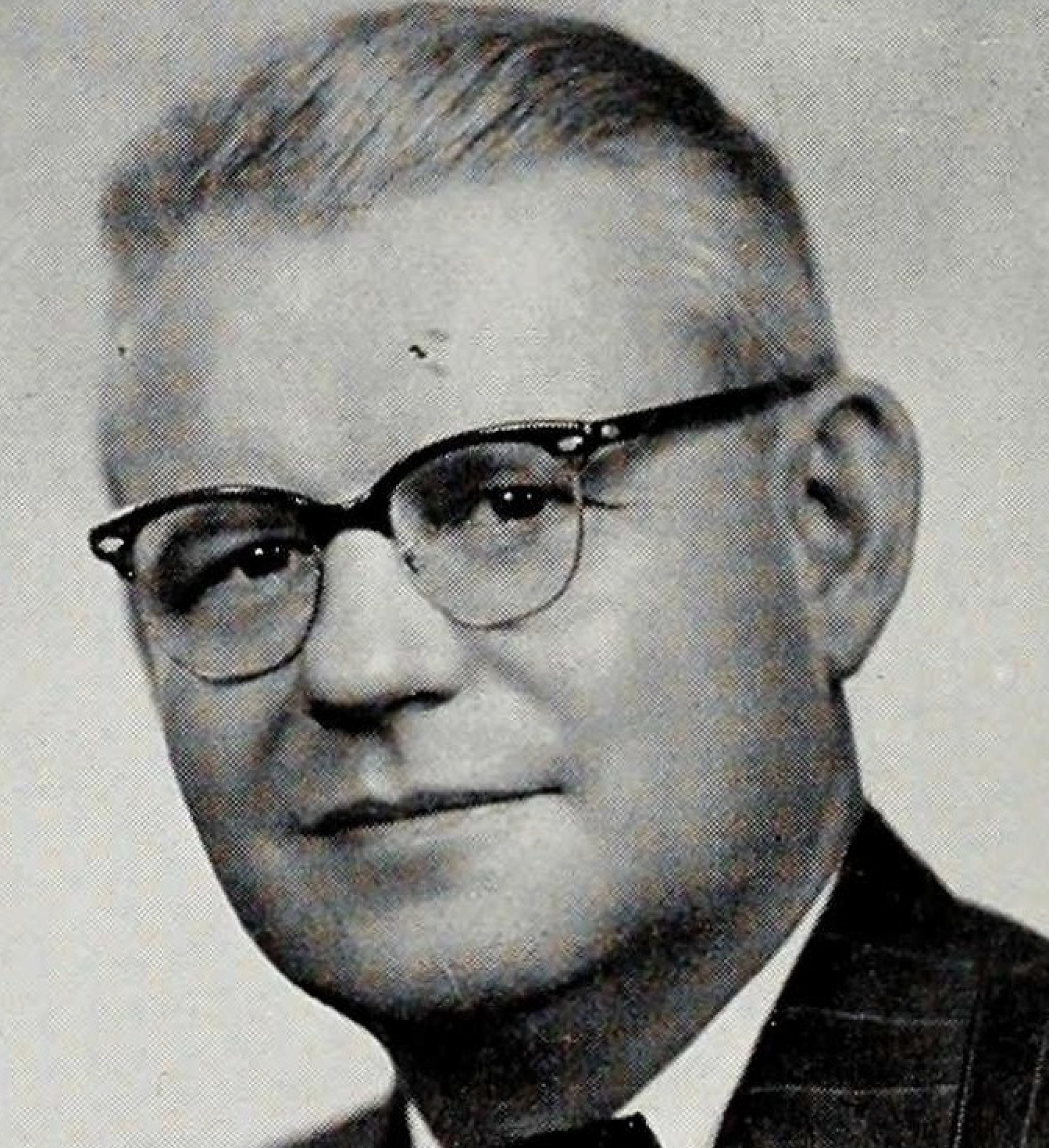
Raymond Theodore Carhart (1958)

Raymond Theodore Carhart (* 28. März 1912 in Mexiko-Stadt; † 2. Oktober 1975) war ein US-amerikanischer Audiologe an der Northwestern University, Evanston (Illinois).
Carhart wurde bekannt durch die nach ihm benannte Carhart-Senke (englisch Carhart Notch) der tonaudiometrischen Knochenleitungshörschwelle bei der Otosklerose. Bemerkenswert ist, dass diese Senke durch erfolgreiche Steigbügelplastik verschwindet. Carhart beschrieb diesen Befund 1950 beim ersten internationalen Audiologie-Kongress in Stockholm. Seinen Namen trägt auch der Threshold Tone Decay Test, der von ihm 1957 beschrieben wurde.